# John Vaughan Thompson
Pour les articles homonymes, voir John Thomson et Thomson.
John Vaughan Thompson est un médecin et un naturaliste britannique, né le 19 novembre 1779 et mort le 21 janvier 1847 à Sydney.
Ce chirurgien de marine originaire de Berwick-upon-Tweed séjourne dans les Caraïbes, à l’île Maurice et à Madagascar et voyage dans l'Atlantique et l’océan Indien. En 1816, il récolte des petits organismes pélagiques en utilisant un filet fait de mousseline. Basé à Cork, il s’intéresse dès lors à divers sujets comme la métamorphose chez les invertébrés marins et le phénomène de la bioluminescence. Il part en Australie en 1835 pour diriger l’hôpital de la prison de Sydney.

## Source
- (en) Biographical Etymology of Marine Organism Names (BEMON)